# Свішер (Айова)
Свішер (англ. Swisher) — місто (англ. city) в США, в окрузі Джонсон штату Айова. Населення — 914 особи (2020).

## Географія
Свішер розташований за координатами 41°50′39″ пн. ш. 91°41′38″ зх. д. / 41.84417° пн. ш. 91.69389° зх. д. (41.844196, -91.693895).  За даними Бюро перепису населення США в 2010 році місто мало площу 2,11 км², уся площа — суходіл.

## Демографія
Згідно з переписом 2010 року, у місті мешкало 879 осіб у 344 домогосподарствах у складі 260 родин. Густота населення становила 416 осіб/км².  Було 350 помешкань (166/км²).
Расовий склад населення:
| - 97,8 % — білих - 0,8 % — чорних або афроамериканців - 0,6 % — азіатів - 0,1 % — корінних американців |

До двох чи більше рас належало 0,1 %. Частка іспаномовних становила 1,0 % від усіх жителів.
За віковим діапазоном населення розподілялося таким чином: 25,3 % — особи молодші 18 років, 63,6 % — особи у віці 18—64 років, 11,1 % — особи у віці 65 років та старші. Медіана віку мешканця становила 39,5 року. На 100 осіб жіночої статі у місті припадало 98,4 чоловіків;  на 100 жінок у віці від 18 років та старших — 100,9 чоловіків також старших 18 років.
Середній дохід на одне домашнє господарство  становив 85 036 доларів США (медіана — 74 615), а середній дохід на одну сім'ю — 92 944 долари (медіана — 85 000). За межею бідності перебувало 1,1 % осіб, у тому числі 1,9 % дітей у віці до 18 років та 0,0 % осіб у віці 65 років та старших.
Цивільне працевлаштоване населення становило 482 особи. Основні галузі зайнятості: виробництво — 21,8 %, освіта, охорона здоров'я та соціальна допомога — 21,8 %, будівництво — 11,2 %, роздрібна торгівля — 8,5 %.